# Jogi nyilatkozat

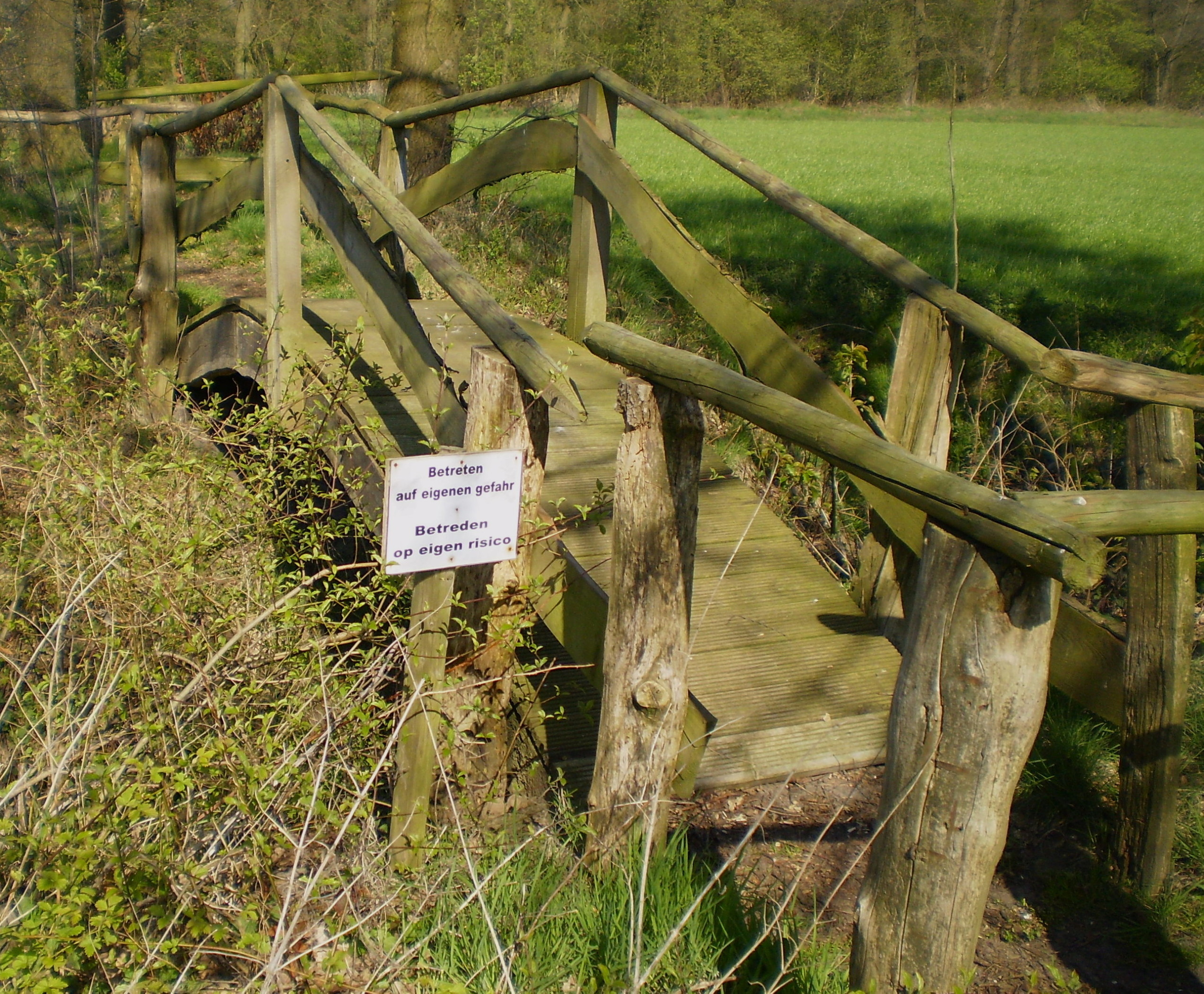
Figyelmeztető tábla egy hídon: Bárki csak saját kockázatára használhatja.

A jogi nyilatkozat egy bizonyos, felelősség korlátozását vagy akár kizárását célzó jognyilatkozat. 
A kifejezés világszerte a 20. század végén terjedt el. 
Jogi nyilatkozatok tipikusan intézményi, vállalati stb. honlapokon jelennek meg. Lényege az, hogy a  honlap látogatásával a felhasználó  korlátozás és fenntartás nélkül tudomásul veszi, hogy a honlapon szereplő információk igénybevételekor aláveti magát a hatályos jogszabályoknak. A jogi nyilatkozatban foglaltak megsértése esetén a felelősséget a felhasználó viseli.
A jogi nyilatkozat a  magyar jog szerinti, a személyes adatok védelméről és a közérdekű adatok nyilvánosságáról szóló törvényi – 2011. évi CXII. tv. az információs önrendelkezési jogról és az információszabadságról (Info tv.) - és egyéb vonatkozó jogi szabályozásra vonatkozik.